# Comarca de Santiago
La comarca de Santiago se sitúa en la zona centro-meridional de la provincia gallega de La Coruña (España).

## Municipios
Está formada por los municipios: 
- Ames
- Boqueijón
- Brión
- Santiago de Compostela
- Teo
- Valle del Dubra
- Vedra